# FKクリラ・クライネ・バニャ・ルカ
FKクリラ・クライネ・バニャ・ルカ（FK Krila Krajine Banja Luka）は、ボスニア・ヘルツェゴビナのスルプスカ共和国バニャ・ルカをホームタウンとするサッカークラブである。

## 歴史
1995-96シーズンにドルガ・リーガRS・バニャ・ルカ地域で優勝してプルヴァ・リーガRSに昇格した。
1996-97シーズンはプルヴァ・リーガRS・西地域で12チーム中8位に終わり、9位のオムラディナツ・ブレストヴチナ、10位のボラツ・コザルスカ・ドゥビツァ、11位のBSKバニャ・ルカ、最下位のリュビチ・プルニャヴォルと共にドルガ・リーガRSに降格した。

## 獲得タイトル
- ドルガ・リーガRS：1回
  - 1995-96